# Imparfinis nemacheir
Imparfinis nemacheir és una espècie de peix de la família dels heptaptèrids i de l'ordre dels siluriformes.

## Morfologia
Els mascles poden assolir els 9,9 cm de llargària total.

## Distribució geogràfica
Es troba a Sud-amèrica: conques dels rius Amazones i Orinoco, i del llac Maracaibo.